# Grabiszyce Górne
Grabiszyce Górne – wieś w Polsce położona w województwie dolnośląskim, w powiecie lubańskim, w gminie Leśna.

## Podział administracyjny
W latach 1975–1998 miejscowość administracyjnie należała do województwa jeleniogórskiego.

## Zabytki
Do wojewódzkiego rejestru zabytków wpisane są obiekty:
- kościół parafialny pw. św. Antoniego, z XVI w., z drugiej połowy XVIII w.
- cmentarz ewangelicki, obecnie rzymskokatolicki, z pierwszej połowy XIX w.
- zespół pałacowy (nr 100), z początku XIX w., przebudowany pod koniec XIX w.
  - pałac
  - park